# サンタ・マリア・イン・ポルトの祭壇画
『サンタ・マリア・イン・ポルトの祭壇画』（サンタ・マリア・イン・ポルトのさいだんが、伊: Pala di Santa Maria in Porto、英: Santa Maria in Porto Altarpiece）、または『ポルトゥエンセ祭壇画』（ポルトゥエンセさいだんが、伊: Pala Potuense、英: Potuense Altarpiece）、または『玉座の聖母子と聖アンナ、聖エリサべト、聖アウグスティヌス、祝福されたピエトロ・デリ・オネスティ』（ぎょくざのせいぼしとせいアンナ、せいエリサべト、せいアウグスティヌス、しゅくふくされたピエトロ・デリ・オネスティ、伊: Virgin Enthroned with the Christ Child, St. Anne, St. Elisabeth, St. Augustine and the Blessed Pietro degli Onesti、英: Virgin Enthroned with the Christ Child, St. Anne, St. Elisabeth, St. Augustine and the Blessed Pietro degli Onesti）は、イタリア初期ルネサンスの画家エルコレ・デ・ロベルティが1479-1481年にキャンバス上に油彩で制作した絵画である。ミラノのブレラ美術館に所蔵されている。
この祭壇画はラヴェンナ近郊のサンタ・マリア・イン・ポルト教会のために制作され、中央礼拝堂に飾られた。16世紀にはラヴェンナの聖フランチェスコ教会に移されたが、ナポレオンのイタリア侵攻の後、ミラノに移され、1811年からブレラ美術館の所有となっている。

## 作品
絵画は主に垂直線からなる建築内に設定されており、その中に聖母マリアの座っている玉座が置かれた高い八角形の基壇がある。基壇の最下部はタイル (「幼児虐殺」、「東方三博士の礼拝」、「神殿奉献」を表している) で装飾されているが、それは古代の浅浮彫を真似たもので、サンタントーニオ・ダ・パドヴァ聖堂 (パドヴァ) にあるドナテッロの祭壇に触発されたものである。
基壇の最下部は、モールディングと花飾り、皿、大理石のリングの装飾がある柱を支えている。一方で背景には嵐の海が見えるが、これはおそらくサンタ・マリア・イン・ポルト教会の設立に言及したものである。十字軍兵士のピエトロ・デリ・オネスティ (Pietro degli Onesti) は難破した船を逃れ、生き延びたが、奇跡的な救済の返礼に聖母マリアに捧げられた大きな教会を建立した。
玉座は、浮彫のある壁龕に囲まれ、絨毯の上に置かれている。両側には赤い垂れ幕がある。描かれている4人の聖人は、下にいるのが聖アウグスティヌスと教会設立者の祝福されたピエトロ・デリ・オネスティ、上の聖母の両脇にいるのが聖エリサべトと聖アンナである。
全体の構図は、1475年以降アントネロ・ダ・メッシーナによって導入された「聖会話」のピラミッド型構図の例である。本作は、デ・ロベルティが到達した、堅固な古典的モニュメンタリティー (記念碑性) を示す最上の作例の1つとなっている。ここで、彼はフェラーラのスキアファノイア宮殿のフレスコ画に見られる熱狂的ダイナミズムを抑制し、もっと堅固で計測された形態を採用している。人物像は強固な彫塑性で描かれ、画家の神経質な表現は装飾だけに留められている。